# Благовещенский (Мелеузовский район)
Благовещенский — упразднённый в 1979 году хутор Воскресенского сельсовета Мелеузовского района БАССР.

## География
Находился у реки Тор, к северу-западу от села Верхотор.
Абсолютная высота — 187 метров над уровня моря
.
По данным на 1925 год находился в 9 верстах от центра волости — села Верхотор.
Расстояние, по данным на 1969 год, до:
- районного центра (Мелеуз): 30 км,
- центра сельсовета (Воскресенское): 4 км,
- ближайшей ж/д станции (Мелеуз): 30 км.

## История
Возник после переписи 1920 года, до 1925 года. Входил к 1925 году в Верхоторскую волость Стерлитамакского кантона.
Официально закрыт в 1979 году Указом Президиума ВС Башкирской АССР от 29.09.1979 N 6-2/312 «Об исключении некоторых населённых пунктов из учётных данных по административно-территориальному делению Башкирской АССР».

## Население
В переписи 1920 года хутор не зафиксирован. По данным на 1925 год проживало преимущественно русские. По данным на 1 января 1969 года проживало 60 человек, преимущественно русские.

## Инфраструктура
Личное подсобное хозяйство. В 1925 году зафиксировано 12 домохозяйств.

## Транспорт
Просёлочная дорога до Верхотора.